# Giuseppe Sacripante
Giuseppe Sacripante (Narni, 19 marzo 1642 – Roma, 4 gennaio 1727) è stato un cardinale italiano.
Era figlio di Giacinto Sacripante e Vittoria de Basilis; era anche zio del cardinale Carlo Maria Sacripante.

## Biografia
Nacque il 19 marzo 1642 a Narni, primo dei quattro figli di Giacinto Sacripante e Vittoria de Basilis.
Laureato in lettere ed in legge, fu uditore di Rota e referendario della Segnatura Apostolica: ebbe anche un canonicato al capitolo di San Giovanni in Laterano.
Nel concistoro del 12 dicembre 1695, papa Innocenzo XII lo creò cardinale presbitero con il titolo di Santa Maria in Traspontina (in seguito, assunse il titolo di Santa Prassede e poi quello di San Lorenzo in Lucina). Fu prefetto della Congregazione del Concilio (1696-1700) e di quella di Propaganda Fide (1704-1727); tra il 1705 ed 1706 fu anche camerlengo del Sacro collegio.
Fu sepolto a Roma nella Cappella S. Giuseppe (Cappella Sacripante) di Sant'Ignazio da lui fondata.

## Conclavi
Durante il suo periodo di cardinalato Giuseppe Sacripante partecipò ai conclavi:
- conclave del 1700, che elesse papa Clemente XI
- conclave del 1721, che elesse papa Innocenzo XIII
- conclave del 1724, che elesse papa Benedetto XIII